# ۱۲۹۹ (خورشیدی)
۱۲۹۹ هزار و دویست و نود و نهمین سال هجری خورشیدی سالی عادی است.

## رویدادها

### فروردین
- ۱ فروردین – کلنل فضل‌الله خان آق‌اولی از افسران ژاندارمری در اعتراض به انعقاد قرارداد ۱۹۱۹ خودکشی کرد.
- ۳ فروردین – نیروهای جمهوری خلق آذربایجان نیمی از شهر شوشی را سوزانده و به کشتار اهالی ارمنی برآمدند. این کشتار در پی شورش ناموفق ارمنی‌ها علیه این جمهوری روی داد. تخمین زده می‌شود در عرض چهار روز بین ۵۰۰ تا ۳۰ هزار نفر در این کشتار کشته و ۲۰۰۰ خانه با خاک یکسان شد.
- ۷ فروردین – ارتش سرخ به جمهوری خلق آذربایجان حمله کرد و در عرض چند هفته خاک آن را به اشغال کامل در آورد.
- ۱۲ فروردین – ابوطالب شیروانی  بنان‌السلطان در سرمقاله‌ای که در روزنامهٔ میهن (اصفهان) منتشر کرد مطالبی علیه وثوق‌الدوله نخست‌وزیر و قرارداد ۱۹۱۹ نوشت که موجود بازداشت او در ۲۰ فروردین و توقیف روزنامه شد.
- ۱۷ فروردین – آغاز قیام شیخ محمد خیابانی و تصرف نهادهای دولتی تبریز به دست طرفدارانش. او در اعتراض به تغییر نام بخشی از قفقاز حول باکو به آذربایجان، نام ایالت آذربایجان را به آزادیستان تغییر داد.
- ۱۸ فروردین – تصرف شهربانی تبریز به دست پیروان شیخ محمد خیابانی
- تأسیس لیسه عصمت در کابل، نخستین مدرسه دختران در افغانستان با دستور شاه امان الله (۱۲۹۸ تا ۱۳۰۸خ/۱۹۱۹ تا ۱۹۲۹م). این مدرسه اکنون به‌نام لیسه ملالی است.[۱]
- ۲۸ حمل تا ۲ اسد. کنفرانسی میان هیئت افغان و بریتانیایی در میسوری آغاز شد برای حل و فصل مسائل باقی‌مانده پس از جنگ سوم افغان‌ ـ انگلیس و عادی سازی روابط.(۱۷ اپریل تا ۲۴ جولای ۱۹۲۰م)

### اردیبهشت
- ۳ اردیبهشت – نخستین جلسهٔ مجلس ملی کبیر ترکیه در میانه جنگ استقلال این کشور تشکیل شد.
- ۶ اردیبهشت – جمهوری خلق شوروی خوارزم توسط اتحاد جماهیر شوروی به عنوان جانشین منطقهٔ خانات خیوه ایجاد شد.
- ۵ اردیبهشت – دیوان عالی جامعه ملل قیمومت فلسطین را به بریتانیا، قیمومت سوریه را به فرانسه، میانرودان (عراق امروزی) را به بریتانیا داده و به ایالات متحده پیشنهاد قیمومت ارمنستان را داد.
- ۸ اردیبهشت – یک روز پس از اشغال باکو به دست نیروهای روسی شوروی، جمهوری خلق آذربایجان ساقط و این کشور تحت عنوان جمهوری شوروی سوسیالیستی آذربایجان به اتحاد جماهیر شوروی الصاق شد.
- ۱۸ اردیبهشت – نبرد حمض میان سلطان‌نشین نجد و شیخ‌نشین کویت آغاز شد و تا ۶ روز ادامه داشت.

### خرداد
- ۱۵ خرداد – اعلام موجودیت جمهوری شورایی سوسیالیستی ایران به رهبری میرزا کوچک خان جنگلی

### تیر
- ۲ تیر – نخستین کنگرهٔ فرقهٔ کمونیست ایران (فرقهٔ عدالت) با دبیر کلی حیدرخان عمواوغلی در بندر انزلی برگزار شد. در پایان کنگره اعلام شد که فرقه کمونیست با جنگلی‌ها، اقدام به تأسیس جمهوری شورایی سوسیالیستی ایران کرده‌است.
- ۵ تیر – در حالی که میرزا حسن‌خان وثوق‌الدوله، رئیس‌الوزرای ایران، متهم به دریافت رشوه برای امضای قرارداد ۱۹۱۹ شده بود و اعتراضات بالا گرفته بود، احمدشاه (در این روز) او را برکنار کرد.
- ۱۰ تیر – میرزا حسن‌خان پیرنیا (مشیرالدوله) به دستور احمدشاه کابینه تشکیل داد. این دومین باری بود که وی به رئیس‌الوزرایی ایران می‌رسید.

### مرداد
- ۱ مرداد – آغاز انتشار مجلهٔ نامهٔ بانوان به دست شهناز آزاد. این مجله تا ۲۲ خرداد ۱۳۰۰ منتشر شد.
- ۹ مرداد – در پی انشعاب میان عناصر جنبش جنگل، اتحادیه جوانان کمونیست ایران ایجاد شد و اقدامات مسلحانه و تبلیغی علیه میرزا کوچک خان جنگلی شروع کرد.
- ۱۹ مرداد – نمایندگان سلطان محمد ششم عثمانی معاهدهٔ سور را با متفقین امضا کردند و بدینوسیله آمادگی امپراتوری عثمانی برای تقسیم شدن را رسماً پذیرفتند. با اینحال جزئیات معاهده تا سه ماه بعد برملا نشد.

### شهریور
- ۸ شهریور – در جریان خیزش مردم منطقهٔ عراق علیه نیروهای انگلیسی که قیمومت این سرزمین را به دست گرفته بودند، روحانیون در استان ذی‌قار (امروزی) اعلان جهاد علیه انگلیسی‌ها کردند. این نخستین حرکت ضداستعمای در خاورمیانه بود که در نهایت موجب تضعیف انگلیسی‌ها شد و به شکل غیرمستقیم مقدمات فسخ قرارداد ۱۹۱۹ را ایجاد کرد. وینستون چرچیل نخست‌وزیر بریتانیا برای سرکوب این انقلاب دستور استفاده از نیروی هوایی به استعداد ۶۳ هواپیما و کاربرد جنگ‌افزار شیمیایی علیه انقلابیون داد. بخشی از این هواپیماها از نیروهای مستقر در خاک ایران تأمین شدند.
- ۱۹ شهریور – حزب کمونیست ترکیه در کنگره‌ای در باکو با حضور ۷۴ نماینده با گرایش‌های مختلف چپ و به ریاست مصطفی صبحی تأسیس شد.
- شروع نشر روزنامه اتفاق اسلام در هرات.[۲]

### مهر
- ۲ مهر – آغاز جنگ ارمنستان و ترکیه که تا ۲ دی همان سال ادامه داشت.
- ۱۶ مهر – جمهوری شورایی خلق بخارا به وجود آمد بدین ترتیب امارت بخارا که زبان رسمی آن فارسی بود پس از ۱۳۵ سال منقرض گردید. جمهوری جدید چهار سال به حیات خود ادامه داد تا اینکه بخشی از جمهوری سوسیالیستی ازبکستان شوروی شد.

### آبان
- ۵ آبان – فتح‌الله خان اکبر سردار منصور، پس از کناره‌گیری مشیرالدوله مأمور به تشکیل دولت شد.
- ۲۴ آبان – نخستین جلسهٔ جامعهٔ ملل در ژنو برگزار شد.

### آذر
- ۷ آذر – پایان جنگ ارمنستان–جمهوری آذربایجان که از ۹ فروردین ۱۲۹۷ آغاز شده بود.
- ۲۲ آذر – تأسیس سفارت ایران در لهستان
- ۲۴ آذر – وینستون چرچیل وزیر وقت جنگ بریتانیا به پارلمان این کشور اطلاع داد که نیروهای بریتانیا تا پایان ۱۹۲۱ از خاک ایران خارج خواهند شد. او گفت: «باید به خاطر داشت که در اینجا با شرقی‌ها سروکار داریم و ایرانی‌ها مثل بقیه (شرقی‌ها) کُند عمل می‌کنند اما ما مجبور بودیم به آنها اطلاع دهیم که دیگر نمی‌توانیم بمانیم و اگر آنها نتوانند تا بهار نیروهای خود را آماده کنند با این امر مواجه می‌شوند که ما آنجا را به طور دائم ترک می‌کنیم.»[۳] عملیات خروج قرار بود تا اول آوریل (۱۲ فروردین ۱۳۰۰) تکمیل شود.[۴]

### دی
- ۲ دی – فرانسه و بریتانیا کنوانسیونی در سانرمو امضا کردند که در آن فرانسه قبول کرد تا بریتانیا، خط آهنی را از طریق بیابان‌های منطقهٔ قیمومتی فرانسه بر سرزمین‌های سوریه و لبنان احداث کند. این نخستین باری بود که بریتانیا توانسته بود خط مستقیم زمینی از دریای مدیترانه تا هند بریتانیا ایجاد کند به طوری که راه مذکور از فلسطین، عراق و ایران گذر کرده و در نهایت به هند برسد.[۵]
- ۲۳ دی – گفته می‌شود در این روز ملاقات نهایی میان رضاخان و ادموند آیرونساید در گراندهتل قزوین انجام شد و در آن جلسه حمایت آیرونساید از حرکت رضاخان به سمت پایتخت اعلام شد.
- ۲۸ دی – فتح‌الله خان اکبر سردار منصور، نخست‌وزیر ایران پس از فشارهای تجار، استعفای خود را پس گرفت.
- ۲۹ دی – انستیتو پاستور ایران به عنوان دهمین انستیتو پاستور دنیا با ورود ژوزف منار تأسیس شد.
- دی – قحطی روسیه در منطقهٔ ولگا حدوداً از همین زمان آغاز شد و تا اواخر ۱۳۰۱ ادامه پیدا کرد. انقلاب روسیه، جنگ داخلی این کشور و جنگ جهانی اول از دلایل این قحطی بودند که در آن حدود ۵ میلیون نفر از گرسنگی و بیماری مردند.
- ۳۰ دی – شوروی، جمهوری خودمختار شوروی سوسیالیستی داغستان را بر کرانه‌های دریای مازندران تشکیل و پایتخت آن را مخاچ‌قلعه قرار داد. این جمهوری تا ۱۹۹۱ به همین شکل باقی ماند و پس از آن به شکل یکی از واحدهای فدرال روسیه در آمد.[۶]
- ۳۰ دی – شوروی، جمهوری خودمختار شوروی سوسیالیستی کوهستان را در طول رشته‌کوه قفقاز ایجاد کرد تا سرزمینی برای قومیت‌های بومی باشد اما پس از کمتر از چهار سال اقدام به تقسیم آن به مناطق کوچکتر نمود.[۷]

### اسفند
- ۳ اسفند – کودتای رضاخان میرپنج به همراه تیپ همدان به استعداد ۲۵۰۰ قزاق که از جانب غرب به تهران حمله و پس از اشغال پایتخت به مراکز حساس مانند تلگرافخانه و شهربانی و وزارتخانه‌ها وارد شدند. سردار منصور نخست‌وزیر وقت ابتدا به سفارت انگلستان پناهنده شد و بعداً با گرفتن تضمین بوسیلهٔ انگلیسی‌ها به اروپا رفت.
- ۴ اسفند – بازداشت ۸۰ نفر از رجال سیاسی توسط نیروهای کودتاگر به منظور جلوگیری از تبانی
- ۶ اسفند – احمدشاه قاجار، سید ضیاءالدین طباطبایی را به جای محمدولی‌خان تنکابنی سپهدار اعظم، مأمور تشکیل کابینه کرد. کابینهٔ جدید از این عبارت بود: سیدضیاءالدین طباطبایی رئیس‌الوزرا و وزیر داخله، رضاخان میرپنج فرمانده کل قوا، مدیرالملک جم وزیر امور خارجه،  میرزا مسعودخان کیهان وزیر جنگ، رضاقلیخان نیرالملک وزیر معارف و اوقاف، علیمحمدخان موقرالدوله وزیر تجارت و فوائد عامه، میرزا علیخان مؤدب‌الدوله وزیر صحیه، میرزا حسینخان دادگر عدل‌الملک کفیل وزارت داخله، میرزا عیسی‌خان فیض کفیل وزارت مالیه، سیدمصطفی‌خان منصورالسلطنه کفیل وزارت عدلیه.
- ۷ اسفند – ابطال قرارداد ۱۹۱۹ ایران و انگلستان با تصویب هیئت دولت جدید
- ۸ اسفند – ترفیع رضاخان میرپنج به درجهٔ سردار سپهی به فرمان شاه
- ۸ اسفند – امضای قرارداد جدید ایران و شوروی در مسکو
- ۱۰ اسفند. نخستین معاهده دوستی افغانستان و ترکیه در مسکو و شروع روابط رسمی بین دو کشور.(۱ مارس ۱۹۲۱م)
- ۲۵ اسفند – مالیهٔ ممکلتی بودجهٔ کشور در این سال را جمعاً ۱۹٬۳۳۲٬۴۰۰ تومان اعلام کرد.
- ۲۸ اسفند – آمار: اعلام شد که در سراسر ایران ۹ مریضخانه، ۴۱ درمانگاه، ۱۲ پزشک و ۴ پرستار حضور دارند.

## زادروزها
- ۱۲ فروردین – احسان یارشاطر، پروفسور و پژوهشگر زبان و ادبیات فارسی (درگذشت ۱۳۹۷)
- ۲۵ تیر – احمد قدکچیان، بازیگر تئاتر، سینما و تلویزیون (درگذشت ۱۳۸۵)
- ۱ مرداد – فریدون آدمیت، تاریخ‌نگار ایرانی، (درگذشت ۱۳۸۷)
- ۲۰ مرداد – محرم بسیم، بازیگر، (درگذشت ۱۳۹۲)
- ۳۱ مرداد – هوشنگ سیحون، معمار و نقاش ایرانی، (درگذشت ۱۳۹۳)
- ۱۱ دی – آیت‌الله حسین وحید خراسانی، فقیه ایرانی و مرجع تقلید شیعه
- ۱۱ بهمن – احمد سمیعی گیلانی، ویراستار و مترجم ایرانی، (درگذشت ۱۴۰۲)
- سید ضیاءالدین سجادی، استاد دانشگاه، پژوهش‌گر ادبیات، مترجم (درگذشته ۱۳۷۵)
- یوسف پشندی، بازیگر (درگذشت ۱۳۸۵)
- قربان سلیمانی ، موسیقی دان،پدر دوتار نوازی خراسان(درگذشت ۱۳۸۶)
- فاخره صبا خوانندهٔ اپرا، نویسنده و فرهنگ‌نویس ایرانی، (درگذشت ۱۳۸۶)
- سید عزالدین حسینی زنجانی، فقیه ایرانی و مرجع تقلید شیعه (درگذشت ۱۳۹۲)
- علی مدنی، پدر علم آمار ایران (درگذشتهٔ ۱۳۹۳)
- سیداسماعیل بلخی، روحانی مبارز افغانستانی (درگذشته ۱۳۴۷)

## درگذشت‌ها
- ۱ فروردین – کلنل فضل‌الله خان، از افسران ژاندارمری در اواخر دوره قاجاریه (زادهٔ ۱۲۶۵)
- ۱۲ اردیبهشت – محمدجعفر خان گراشی ملقب به مقتدرالممالک و متخلص به شیدا، شاعر و حاکم لارستان و بنادر خلیج فارس (زادهٔ ۱۲۵۸)
- ۸ تیر – حسین چاه‌کوتاهی، از فعالان جنبش جنوب ایران و فرماندهان نیروهای تنگستان (زادهٔ ۱۲۳۵)
- ۲۵ تیر – ژوزف نوز، مشهور به مسیو نوز، وزیر کل گمرکات ایران در زمان مظفرالدین‌شاه
- ۱ آبان – فرصت‌الدوله شیرازی، شاعر، نویسنده، نقاش، سیاح، موسیقی‌دان و ادیب (زادهٔ ۱۲۳۳)
- ۶ شهریور – میرزا محمدتقی شیرازی، مرجع عامهٔ شیعه (زادهٔ ۱۲۲۱)
- ۲۲ شهریور – شیخ محمد خیابانی، از مشروطه‌خواهان تبریزی (زادهٔ ۱۲۵۹)
- ۲۳ شهریور – تقی رفعت، مدیر روزنامه تجدد و نشریه آزادیستان (زادهٔ ۱۲۶۸)
- ۲۹ آذر – فتح‌الله غروی اصفهانی، معروف به شیخ الشریعه اصفهانی (زادهٔ ۱۲۲۸)
- میرزا مهدی خانشقاقی، معمار ایرانی (زادهٔ ۱۲۲۳)
- ملک منصور میرزا شعاع‌السلطنه، دومین فرزند ذکور مظفرالدین شاه (زادهٔ ۱۲۵۹)
- میرزا حسین کسمایی، شاعر، روزنامه‌نگار، نویسنده، نقاش و مشروطه‌خواه فعال در جنبش مشروطه خواهی گیلان (زادهٔ ۱۲۴۴)
- آیت‌الله سید محمد طباطبایی، مجتهد شیعه و از رهبران اصلی جنبش مشروطه ایران (زادهٔ ۱۲۲۱)